# فرودگاه منطقه‌ای بارنول
فرودگاه منطقه‌ای بارنول (به انگلیسی: Barnwell Regional Airport) یک فرودگاه همگانی با کد یاتا BNL است که یک باند فرود آسفالت دارد و طول باند آن ۱۶۰۲ متر است. این فرودگاه در کشور ایالات متحده آمریکا قرار دارد و در ارتفاع ۷۵ متری از سطح دریا واقع شده‌است.